# 커빙턴 앤 벌링
커빙턴 앤 벌링(Covington & Burling LLP)은 미국 워싱턴 D.C.에 본사를 둔 미국계 다국적 대형로펌이다. 펜실베이니아 대학교 로스쿨 출신 변호사 J. 해리 커빙턴(J. Harry Covington)과 하버드 로스쿨 출신 변호사 에드워드 B. 벌링(Edward B. Burling)이 1919년 워싱턴 D.C.에서 개업하였다. 베이징, 브뤼셀, 런던, 뉴욕, 샌프란시스코, 실리콘 벨리, 샌디에고, 워싱턴 DC, 서울 등에도 사무소가 있다. 워싱턴 D.C.에서 가장 규모가 큰 로펌이며 송무 분야에서 손꼽힌다. 한국 관련 업무로는 미국 정부를 상대로 한 인허가 업무 등에 특히 탁월한 경쟁력을 발휘하는 것으로 알려져 있으며 이 외에 IP, 공정거래, M&A 업무와 한국 기업의 미국내 투자를 위한 미국의 외국투자위원회(CFIUS) 관련 자문에 강하다 현재 전 법무장관 에릭 홀더가 워싱턴 D.C. 본사에서 파트너로 근무하고 있다.